# Phacelia sericea

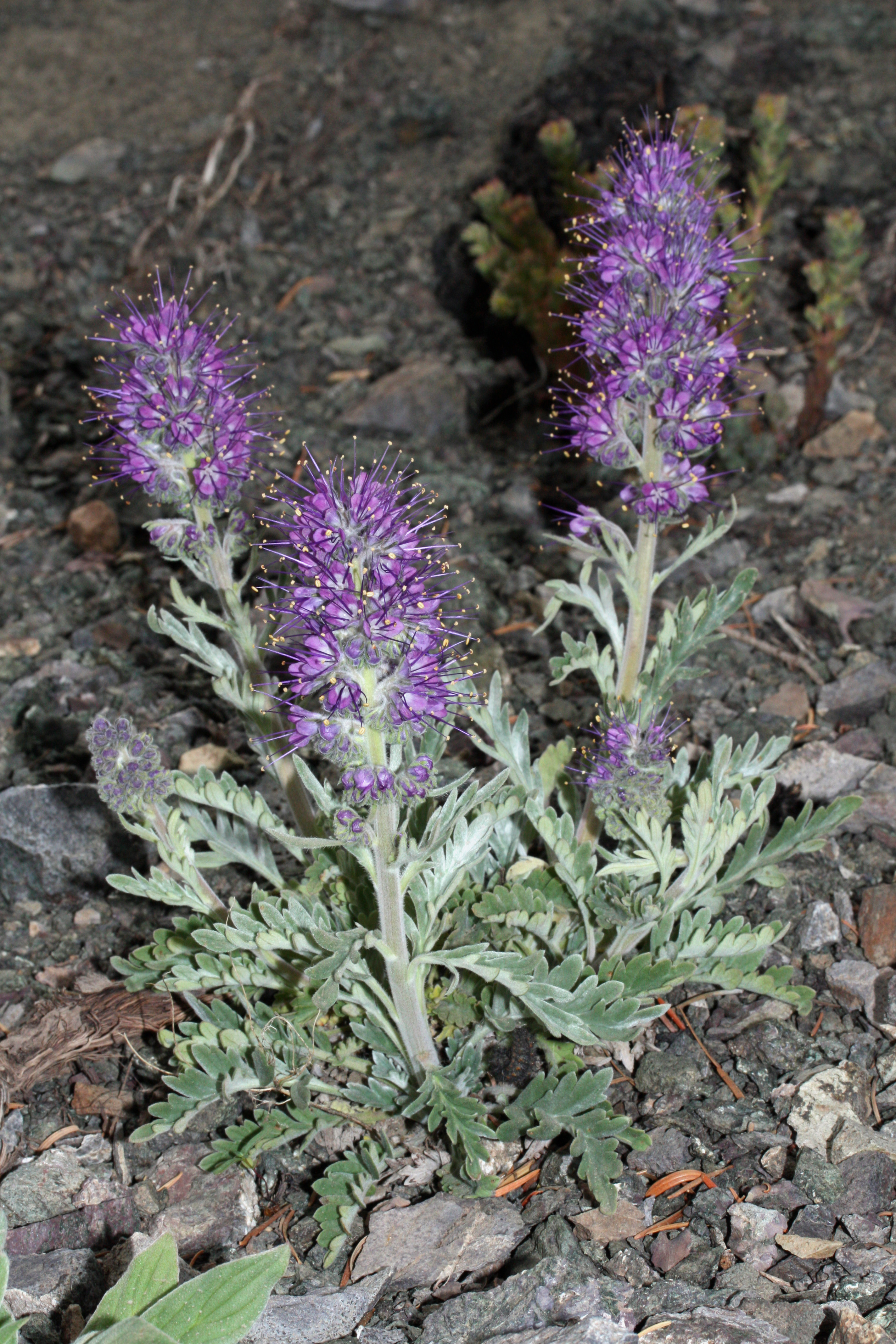

Phacelia sericea, phacelia sedosa o phacelia alpina azul, es una especie perenne vistosa de phacelia endémica del oeste de Norteamérica. Poco común, crece principalmente en altitudes subalpinas a alpinas en aberturas forestales o por encima de la línea de los árboles entre rocas y arena. Sericea proviene del latín sericeus, o seda, que se refiere a los pelos finos de las hojas y el tallo.

## Descripción
Phacelia sericea consiste en varios tallos verticales o ascendentes a 0,6 m. Sus hojas son pinnatífidas con segmentos hendidos o enteros. Las hojas basales son algo más grandes que las hojas superiores de la caulina y son más persistentes y pecioladas. Las hojas y tallos generalmente están cubiertos de pelos plateados y sedosos, pero son escasamente glandulares.

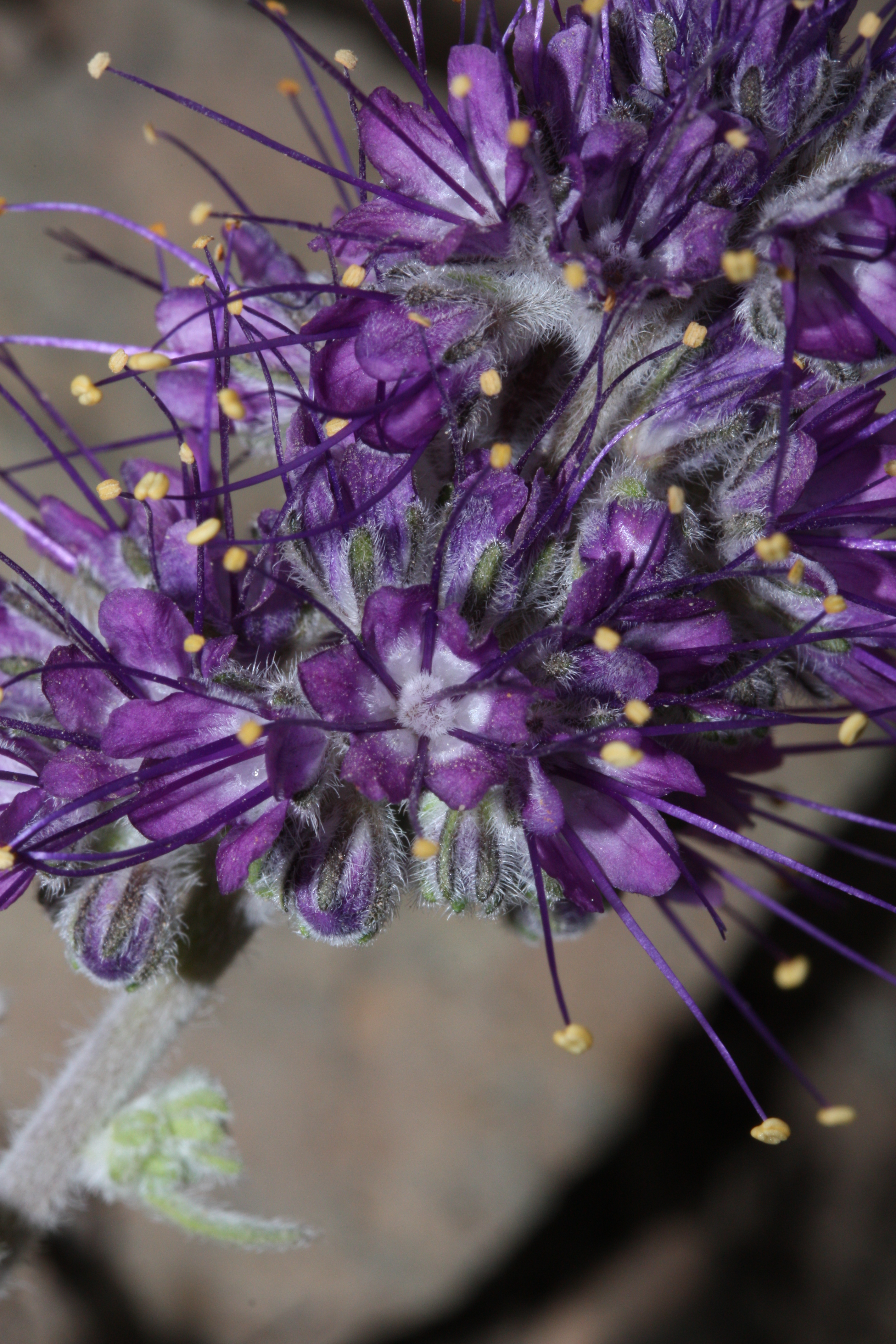
P. sericea ssp. sericea, flor

La inflorescencia consiste en varias panículas cortas, fuertemente empaquetadas, al final del tallo, parecidas a un cepillo. La corola en forma de campana de color azul oscuro a púrpura tiene una anchura de 4-6 mm. Es peluda por dentro y por fuera pero no glandular. Los filamentos son dos a tres veces más largos que la corola y dan a la inflorescencia un aspecto borroso. Las anteras son de color amarillo brillante o naranja. La fruta consiste en cápsulas de dos cámaras con 8 a 18 semillas.

Es una especie subalpina a alpina de pendientes abiertas y bien drenadas, generalmente por encima de los 1500 m de altitud, se encuentra en las montañas de la isla de Vancouver, al sur de la cordillera británica British Columbia Pacific Ranges, las Montañas Rocosas desde el Parque Nacional de Banff hasta el sur de Colorado, el Parque Nacional Olímpico, la Cordillera de las Cascadas de Washington, las montañas del este de Oregon y los condados más al norte de California, y las montañas de Idaho, Nevada y Uta. Por lo general florece desde finales de mayo hasta finales de agosto.

## Subespecie
Dos subespecies están reconocidas. 
- P. sericea ssp. ciliosa Está distribuido de Oregón y este de California a Wyoming y Colorado.
- P. sericea ssp. sericea Está restringido a las Montañas Pedregosas, Alaska, británico Columbia y Washington. El último es más pequeño, más densamente peludo, más corto, i.e., menos de 0,3 m (1 ft), con relativamente hojas estrechas y segmentos de hoja romas.

Donde las gamas se superponen, P. sericea ssp. ciliosa se produce a una elevación inferior a la de la ssp. sericea. Éstas son listadas como subespecies por la base de datos USDA PLANTS e ITIS, y como variedades por Jepson y Hitchcock.

## Usos
Phacelia sericea está catalogada por la Administración Federal de Carreteras como una especie nativa adecuada para el paisajismo a lo largo de los bordes de las carreteras en Colorado.